# Emma Thompson
Emma Thompson (15. travnja 1959.), priznata engleska glumica, komičarka i scenaristica ovjenčana dvama Oscarima, te nagradama Emmy, Zlatni globus i BAFTA.
Rodila se u londonskoj četvrti Paddington. Potječe iz glumačke obitelji. Mlađa sestra Sophie također je glumica.
Pohađala je djevojačku školu Camden, a kasnije je na sveučilištu Cambridge studirala englesku književnost, gdje je bila potpredsjednica tamošnje kazališne družine. 
Veoma nadarena za glumu, prvi glumački posao dobila je već na drugoj godini studija. Diplomirala je 1982. te se posvetila glumi.
Do sada je snimila 20-ak naslova. Prvog Oscara dobila je 1992., za scenarij, a drugog 1996. godine. Gostovala je u nekoliko sitcoma. 
Recentan glumački rad uključuje serijal o Harryju Potteru gdje glumi profesoricu Sybill Trelawney i film "Dadilja McPhee".
Udavala se dva puta, a iz drugog braka ima kćer.